# Berliner Residenzkonzerte
Die Berliner Residenzkonzerte (Eigenschreibweise Berliner Residenz Konzerte) sind eine ganzjährige klassische Veranstaltungsreihe im Schloss Charlottenburg in Berlin. Auf ein mehrgängiges Abendessen in der Großen Orangerie des Schlosses folgt ein Konzert des Berliner Residenzorchesters mit Werken aus dem 17. und 18. Jahrhundert.

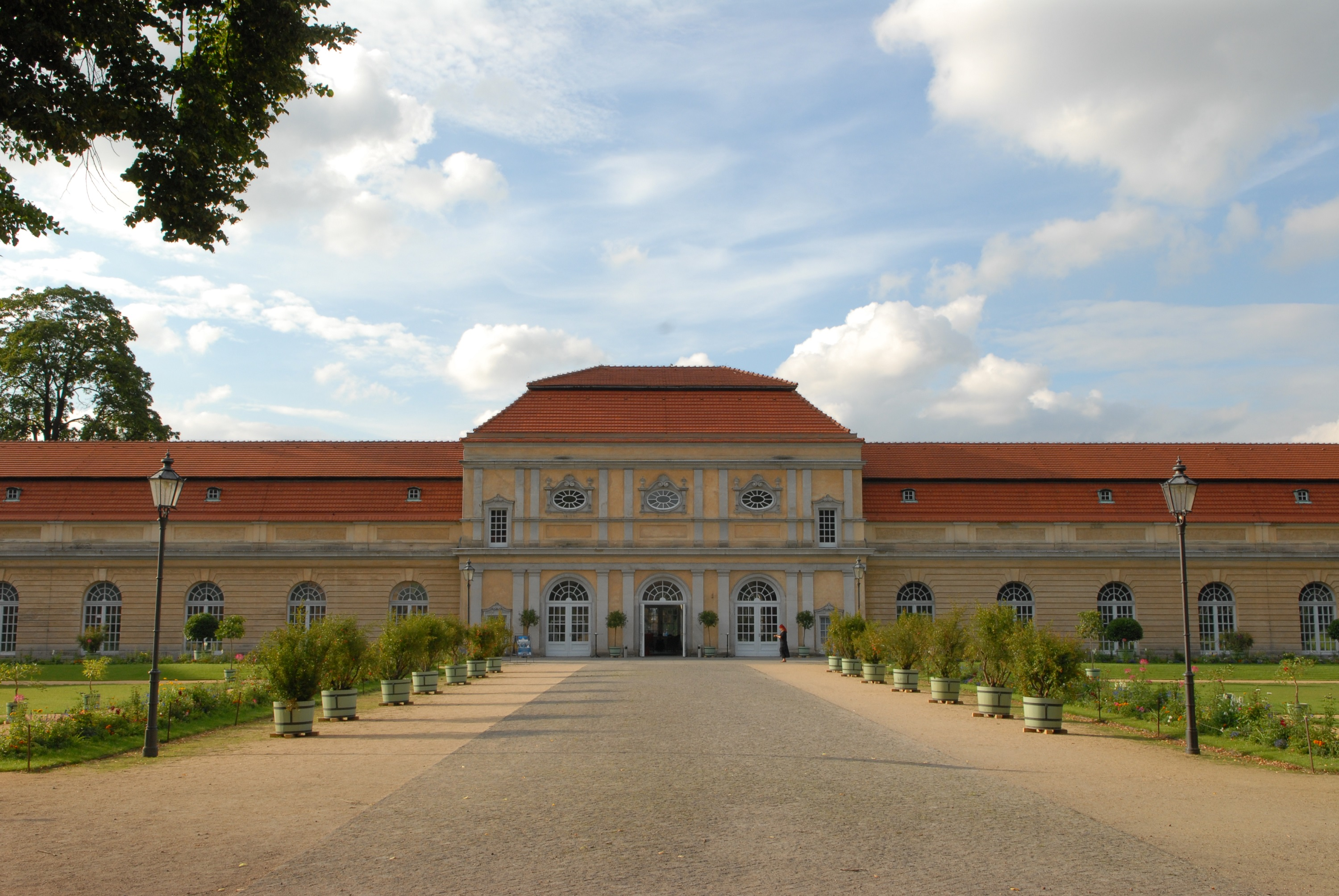
Große Orangerie Schloss Charlottenburg

## Überblick
Die barocke Konzertreihe wurde 2006 durch das Berliner Residenzorchester ins Leben gerufen.
Das Konzept basiert auf einer Kombination von Musik, Kulinarik und Szenerie. Die Veranstaltung findet in der Hohenzollernresidenz Schloss Charlottenburg statt. Die Musik und die theatralische Darstellung werden konzeptionell und dramaturgisch erarbeitet. Programmformate sind inspiriert von historischen Ereignissen, wie dem Besuch Casanovas bei Friedrich II. im Jahr 1764 und verstehen sich in der Tradition des preußischen Musenhofes unter Königin Sophie Charlotte, den sie für die Zuschauer anschaulich wieder erlebbar machen.
Die Künstler treten in originalgetreuen historischen Kostümen auf. Ein Zeremonienmeister moderiert den Abend dreisprachig auf Englisch, Deutsch und Französisch und berichtet anekdotenhaft vom Leben am preußischen Hofe.

## Ablauf
Nach dem Empfang durch den Zeremonienmeister werden die Gäste in den Westflügel der Großen Orangerie des Schlosses geführt. Dort beginnt der Abend mit einem Dinner bei Kerzenschein. Während des Menüs sorgen Mitglieder des Berliner Residenzorchesters mit kurzen musikalischen Kostproben aus dem späteren Programm für die musikalische Begleitung. Das eigentliche Konzert findet anschließend im Ostflügel der Großen Orangerie statt. Dabei präsentieren die Musiker ausgewählte Stücke von Komponisten aus der Barockzeit und der Wiener Klassik.

## Orchester
Das Berliner Residenzorchester bestreitet seit der Gründung der Konzertreihe alle Aufführungen, nach eigenen Angaben inzwischen mehr als 2000 an der Zahl. Es wurde exklusiv für die barocke Konzertreihe im Schloss Charlottenburg aus internationalen Musikern zusammengestellt. Gastspiele führten Mitglieder des Orchesters  in die Carnegie Hall nach New York, an die Mailänder Scala und zu vielen weiteren nationalen und internationalen Bühnenengagements. Neben den Konzerten wirken die Musiker regelmäßig auch bei CD- und DVD-Produktionen mit. Innerhalb des Orchesters haben sich zudem kleinere Formationen gebildet, die mit eigenen Programmen auftreten.